# 熊世懿
熊世懿（？年—？年），號宗常，湖广黄州府麻城县人。明末清初政治人物。

## 生平
天啓七年（1627年）丁卯科湖广乡试舉人，崇祯四年（1631年）辛未科进士。通政司观政，授行人司行人，十一年被革职。明末任河南道御史，巡视西城，李自成顺軍入京城，先期投降，被授予庐州府尹一职。之后再仕清，任巡视南城御史，顺治元年七月以隐藏粮食二千余石，被天津卫百姓告发，被革职。